# 蹴球風見鶏
『蹴球風見鶏』（しゅうきゅうかざみどり）は、とうこくりえ による日本の漫画作品。サッカー専門紙『エル・ゴラッソ』（スクワッド）水・木曜号にて連載しているサッカーの風刺漫画である。2005年2月に連載が開始され、2010年3月に単行本第1巻、2019年3月に2巻目の単行本となる「総集編 平成の巻」が出版された。ただし、第1巻に収録されているのは2008〜2009シーズン、総集編 平成の巻に収録されているのは2010〜2018シーズンに発表された作品である。

## 概要
シーズン中においては、その時々に起こった事件、日本プロサッカーリーグ（Jリーグ）各チーム及び日本代表、日本女子代表の状況、オフシーズンではキャンプ事情やストーブリーグを解説する作品である。その際、各チームのマスコットがデフォルメされて、それぞれの選手、監督と共に登場する。この書き方について、作者は「監督だと交代もあるが、マスコットはサポーター、フロント両者の代弁をしたりも出来て非常に都合が良い」と述べている。また、左端に別の題材を扱った4コマが入る事もある。
エル・ゴラッソ関連書籍に出張することがある。
- 「Jリーグプレーヤーズガイド2010」では、J1・J2各ページの冒頭にマスコットが集合した作品が描かれた。
- 「季刊エルゴラ第2号 2010Jリーグ前半戦特集号」では、各チームの振り返りページに1コマ作品が掲載され、それが2～3チーム毎につながりのある内容となっていた。また登場機会が稀なマスコットも（非公認の物を含め）多く登場した。

## 登場マスコットの例

### Jリーグ
- 鹿島アントラーズはマスコット一家総出で出演することが多い。大人しめのしかおに対し、妻のしかこは気風もよく、しかおを「お父ちゃん」と呼び、無礼な振る舞いをした他のサポーターに対し、雷を落とすほど気が強い（作者曰く、イメージは『しっかり者のヤンママと尻に敷かれる夫』）。息子のアントンは幼児の姿で描かれ、いつも片言の言語を発して、しかこの側にいることが多い。
- アルビレックス新潟のアルビくんも一家で登場することが多い。選手の移籍、初首位などに対するリアクションがとても派手でその際、妻のスワンちゃんからたしなめられる事が多い。ちなみに呼び方は「お父さん」。
- グランパスくんは名古屋弁で喋り、どこか無表情である。彼も妻のグランパコちゃんから「お父さん」と呼ばれている。
- レディアは、メディアへの露出が少ないことを皮肉られてか、手を抜かれた描写がなされている。また気性が激しいといわれる浦和サポーターのイメージとは対照的に自身は控えめな性格で、いつも黒目を閉じている。キャラクターのイメージは山田暢久[2]。体格は、大宮アルディージャのアルディ（シマリスがモチーフ）や大分トリニータのニータン（カメがモチーフ）と同じく小動物サイズである。
- ベガッ太、ディーオは共に東北弁で喋り、どつき合っている（「仲良くケンカする」と表現されている。ベガッ太が挑発してディーオがそれに突っ込むか呆れるというパターンが多い）。しかし、2008年にベガルタ仙台が入替戦で負けて昇格を逃した際には、落ち込むベガッ太をディーオが静かに激励するといういつもと違った面もある[3]。また2011年3月に発生した東北地方太平洋沖地震直後の回でも、被災したベガッ太にひっぱりうどんを食べさせながらディーオが静かに激励した[4]。なおモンテディオ山形のもう1体のマスコットであるモンテスは、登場時は食事係を務めている。ちなみに作者のとうこくは父親が山形県出身で母親が宮城県出身[5]。
- ふろん太は単体でも登場するが、時折ピーカブー（改めカブレラ）が後ろにいる。また、同じ海洋ほ乳類のグランパスくんからは「小さい方の海獣」と呼ばれている。
- パルちゃんはシルバーコレクターであることを嘆く事も多いが、基本的に明るく、人懐っこいキャラ。また夏季限定で「ダークパルちゃん」なる別の性格のキャラクターに変身する。
- ジュビロ磐田のジュビロくんとジュビイちゃんは何故か苦労性の夫婦の様な面持ちである。ちなみにジュビイちゃんのジュビロくんの呼び方は「おまいさん」。
- パーサくんは、そのモチーフの通り対戦マスコットを丸焼きにする（勝利、もしくは追いついて引き分けた際に表現）。
- モーヴィは語尾に必ず「モー」を付ける。また監督交代が多いヴィッセル神戸のチーム状況をあらわしてか「監督なんて変わって（原文ママ）当然の生き物」と達観している[6]。
- サンチェは語尾に必ず「クマー」を付ける。また体格は、2000年にモデルチェンジされる以前の大柄なものになっている。2014年に着ぐるみがリニューアル（顔と頭身が大きく変化）されたことに合わせて顔は少し変わったが、体格は変わっていない。
- ジェフユナイテッド市原・千葉のジェフィはユニティと一緒に出ることが多いが、単独での出演もある。また、ユニティはジェフィを「いぬ兄ちゃん」と呼び、自身は「いぬ弟」と呼ばれている。
- ニータンは当初、目が半開きに描かれていた。また目の周りにある模様は描かれていない。
- 横浜F・マリノスを代弁しているのはマリノス君ではなく、甥のマリノスケである。理由は、くちばしが短くリアルな鳥顔でなく、また視線が子供に近いため。
- ギラヴァンツ北九州のギランくんは、「頭にバンダナを巻いた九州の鳥」つながりを持つサガン鳥栖のウィントス君を「アニキ」と慕っている。

### その他の定番キャラ
ヤタガラス兄弟
2000年生きている日本サッカーの守護神（兄は吊り眼で弟は垂れ眼）。モデルは日本サッカー協会のマスコット、カラッペとカララである。代表戦、国内リーグを常に一歩引いて見つめ、茶々を入れる。
Mr.ピッチ一族
主人公格のMr.ピッチは紋付き袴を着用し、頭部に花がついた娘が2体いる。リーグ戦の日程がネタになっている時によく登場する。
テンノーハイマン
天皇杯ネタで登場する、天皇杯に手足がついたキャラクター。波乱と下克上をこよなく愛し、毎年のように番狂わせを起こす。

## 単行本
三栄書房(SAN-EI MOOK)より 
- 第1巻 2010年3月4日発行 ISBN 978-4779608896
- 総集編 平成の巻 2019年3月15日発行 ISBN 978-4-7796-3842-8